# Manifest d'Els Marges
Manifest d'Els Marges és el nom que rep el document Una nació sense estat, un poble sense llengua, editorial que va publicar la revista de llengua i literatura catalanes Els Marges al seu número 15, el 1979. Els seus autors, Joan A. Argenter, Jordi Castellanos, Manuel Jorba, Joaquim Molas, Josep Murgades, Josep M. Nadal i Enric Sullà, eren un col·lectiu de professors universitaris militants dels Grups de Defensa de la Llengua, i hi analitzaven la situació de la llengua catalana en aquells moments per posar de manifest les greus mancances de l'ús social del català i les indeterminacions del discurs de la Generalitat de Catalunya pel que fa a la consideració de la llengua catalana com a referent identitari.

## Entorn
Aquest document, publicat l'any 1979, està molt associat a la cronologia política dels anys precedents. Així, el 6 de desembre de 1978 s'aprova en referèndum la nova Constitució, que concedeix drets limitats a les llengües perifèriques de l'Estat sense enumerar-les expressament. Es procedeix també a la descentralització politicoadministrativa de l'Estat mitjançant règims autonòmics per a les nacionalitats històriques, però també per a les regions amb un grau menor de cohesió identitària, amb l'objectiu d'aigualir les reivindicacions nacionalistes. L'octubre de 1979 s'aprovava en referèndum l'Estatut d'autonomia de Catalunya. El mateix any 1979 neix la Fundació Congrés de Cultura Catalana i Josep Maria Forn estrena el film Companys, procés a Catalunya.

## Sinopsi
El Manifest fa un repàs històric de la repressió franquista contra la llengua, la cultura i les institucions catalanes. Després d'enumerar-ne els trets més significatius, com ara la liquidació de les institucions pròpies, les immigracions obreres en massa o la uniformització del sistema de vida i de la cultura, els autors conclouen que els factors esmentats són la causa que en poc més de vint anys a Catalunya es passa d'una situació de monolingüisme diglòssic a una altra de bilingüisme diglòssic que tendeix a convertir-se en un bilingüisme substitutiu.
També creuen els signants del Manifest que la llengua es troba en una situació força precària, fins i tot en perill de desaparició, provocada per l'anorreament de les institucions pròpies durant la dictadura franquista, pels canvis demogràfics a causa de la forta immigració de la dècada de 1960 i per la castellanització dels mitjans de comunicació de masses. Com a conclusió, el manifest afirma que una llengua no pot subsistir si no posseeix unes estructures de poder que li assegurin la supervivència.

## Conseqüències
La publicació del Manifest va generar un cert debat entre la intel·lectualitat i la gent més polititzada del moment sobre si una llengua se salva per les estructures o per les actituds, i aquestes reflexions van estar presents en les conclusions del II Congrés Internacional de la Llengua Catalana. La presa de posició dels autors va caure com un gerro d'aigua freda entre la classe política catalana, que es va afanyar a qualificar els signants del "Manifest d'Els Marges" de pessimistes o apocalíptics. El debat va ser així reduït a una simple qüestió d'apreciació: hi havia visions més optimistes i d'altres de més pessimistes. I considerant el bon seny que els discursos "pessimistes" podien descoratjar la gent senzilla, calia doncs evitar o arraconar les tesis "pessimistes". Aquestes posicions es van mantenir durant uns quants d'anys, tal com ho mostren els debats que van tenir lloc a finals dels vuitanta.